# Christoph Haubitz
Christoph Haubitz (erwähnt 1549–1587) war ein deutscher Baumeister des 16. Jahrhunderts in Mecklenburg.

## Leben und Werk
Erstmals wurde Christoph Haubitz 1549 als Maurermeister unter Herzog Johann Albrecht I. in Wittenburg erwähnt. Der Herzog nahm ihn 1563 mit auf eine Reise nach Preußen. In den folgenden Jahren war er unter Johann Baptista Parr und dem italienischen Festungsbaumeister Francesco a Bornau am Schweriner Schloss tätig. Seine Aufgaben waren zunächst der Bau der Schlossmauern und Bastionen. Er errichtete die Schlosskirche, den ersten protestantischen Kirchenbau Mecklenburgs. 1567 war er noch mit den Bauarbeiten am Kirchensaal beschäftigt, leitete aber auch den Ausbau des neuen Zeughauses und der Hofstube. 
Von 1570 bis 1573 erbaute er für den Administrator des Bistums Ratzeburg, Herzog Christoph von Mecklenburg, das Schloss Gadebusch im mecklenburgischen Renaissancestil. Als fürstlicher Baumeister leitete er 1573 den Bau der Wasserleitung in Wismar, 1574 die Restaurierung des fürstlichen Hauses in Rehna sowie die weiteren Baumaßnahmen Johann Albrechts in Schwerin und Dömitz. Dieser vereinbarte 1575 mit ihm den Umbau des Wismarer Fürstenhofes. 
Nach 1580 war er auch außerhalb Mecklenburgs tätig, als der Herzog Bogislaw XIII. von Pommern ihn für den Umbau des ehemaligen Klosters Neuenkamp zum herzoglichen Schloss Franzburg engagierte.
Christoph von Mecklenburg ernannte ihn 1583 zum herzoglichen Baumeister. Den gleichen Rang erhielt er 1585 von Herzog Johann VII. von Mecklenburg-Schwerin. Letztmals erwähnt wurde Christoph Haubitz 1587.
Christoph Haubitz führte im Wappen eine zerspringende Kugel (Haubitze), darüber in einer Krone drei Dolche.